# Palaquium cryptocariifolium
Palaquium cryptocariifolium är en tvåhjärtbladig växtart som beskrevs av Pieter van Royen. Palaquium cryptocariifolium ingår i släktet Palaquium och familjen Sapotaceae. Inga underarter finns listade i Catalogue of Life.